# Anastàsia de Kíev
Anastàsia de Kíev (en hongarès: kijevi Anasztázia) (Kíiv, 1023 - Admont, 1096) va ser reina consort d'Hongria i esposa del rei Andreu I d'Hongria.

## Biografia

### Anastàsia com a reina consort d'Hongria
Anastàsia va néixer al voltant de l'any 1023, filla de la Gran príncep de Kíev Iaroslau I i de Ingegerd Olofsdotter.
Quan el noble hongarès Vazul va conèixer els designis hereditaris d'Esteve I d'Hongria que el nou monarca d'Hongria seria Pere el Venecià, tot el poder de la corona hongaresa va caure sobre l'inconformista pretendent al tron. Vazul fou cegat i va morir posteriorment. Els seus tres fills: Andreu, Levent i Béla van abandonar el regne, els dos primers cercant refugi a la Rus de Kíev i el segon a terres poloneses. Andreu va ser ben rebut per Iaroslau I i, cap a l'any 1038, li va entregar a la seva filla Anastàsia en matrimoni, celebrant-se el casament a Kíev.
Gairebé una dècada després, el regne hongarès de Pere el Venecià queia en un abisme d'inestabilitat, fins que l'any 1046 van esclatar disturbis pagans per tots els racons d'Hongria, coneixent-se com la Revolta de Vata. Aviat Andreu va ser cridat de tornada al seu país per ocupar el tron en comptes de Pere el Venecià, sent coronat aquell mateix any com Andreu I d'Hongria.
Anastàsia va seguir al seu marit fins a Hongria, vivint durant un llarg període a la Península de Tihany on va fundar un monestir. Ella també va viure durant molt de temps al monestir de Tormova, a la província de Bihar, al qual va fer portar un grup de monges russes.
Tement morir sense hereus, Andreu I es va preparar per donar en herència el regne hongarès al seu germà Béla, això no obstant, pels voltants de l'any 1053 Anastàsia va donar a llum a un fill anomenat Salomó. Al cap de poc temps, Anastàsia va tenir un segon fill anomenat David, davant d'això Andreu I es va afanyar a nomenar hereu al seu fill gran, per evitar que Béla s'apoderés de la corona hongaresa.
A la batalla del Riu Tisza, l'exèrcit del príncep Béla va vèncer a les forces del rei Andreu I, qui va morir durant la fugida. Anastàsia es va afanyar a fugir i va cercar refugi amb els seus dos fills al Sacre Imperi Romanogermànic, sota la protecció de l'Emperador Enric IV. Salomó i Judit de Suàvia, la germana petita de l'emperador, van ser compromesos en matrimoni l'any 1058.

### Anastàsia sota el regnat del seu fill Salomó
Béla va governar, com a Béla I d'Hongria, durant tres anys fins al 1063, morint quan els exèrcits de Salomó i d'Enric IV s'acostaven per a recuperar la corona hongaresa. Salomó fou coronat rei d'Hongria i va exercir una política externa molt orientada cap al Sacre Imperi Romanogermànic, cosa que va provocar el malestar de molts nobles. Per altra banda, els fills de Béla van tornar al regne i van pactar la pau amb Salomó. Els joves prínceps Ladislau i Géza, van encapçalar nombroses batalles al costat del seu cosí, el rei Salomó, expulsant als invasors bàrbars cumans que assetjaven el Regne d'Hongria.
No obstant això, Salomó se sentia constantment amenaçat per la presència dels seus cosins i, aviat, un governador de província i cavaller hongarès anomenat Vid, va intrigar contra els prínceps. Poc temps després, Salomó va atacar frontalment en diverses ocasions als seus cosins, generant un conflicte intern al regne que semblava que no tenia solució.
La Crònica de Thuróczy guarda una citació d'Anastasia reclamant al seu fill Salomó:
| «                     | Estimat fill meu! Ja no m'escoltes ni a mi, ni al teu Consell Reial. Per contra, només escoltes Vid. Què et passa? Et perds a tu mateix i la teva gent. Doncs no t'adverteixo que sigui prou per a tu la Corona Hongaresa, viu en pau amb els teus cosins, dona'ls la seva part del Regne. Ara doncs, Vid no pot ser un príncep, i tu no pots conservar el teu poder reial. | » |
| — Crònica de Thuróczy | |   |

Davant d'aquestes paraules Salomó va colpejar la seva mare, i només la seva dona Judit li va impedir que ho tornés a fer. Anastasia no va aconseguir dissuadir Salomó d'abandonar la seva pugna contra els seus cosins.
Després de la derrota de Salomó a la batalla de Mogyoród, Anastàsia va fugir a la regió de Moson i, més tard, va cercar refugi a Bratislava. Probablement va arribar a Estíria, on va passar els seus últims anys de vida en un monestir fins a l'any 1096.